# Funzione di Weierstrass

Grafico della funzione di Weierstraß, con ingrandimento attorno ad un punto di minimo. Come si può notare nel cerchio, la funzione presenta auto similarità

In matematica, la funzione di Weierstraß è una funzione reale di variabile reale che ha la proprietà di essere continua in ogni punto, ma di non essere derivabile in nessuno. Deve il suo nome e la sua scoperta (nel 1872) a Karl Weierstraß.
La funzione è un esempio ricorrente di funzione patologica, e storicamente si è trattato della prima funzione pubblicata in letteratura che corrisponde ad un controesempio all'affermazione che ogni funzione continua è derivabile a parte per un insieme di punti isolati del dominio.

## Costruzione
La funzione è definita come:
{\displaystyle f(x)=\sum _{n=0}^{\infty }a^{n}\cos(b^{n}\pi x),}
dove {\displaystyle 0<a<1} e {\displaystyle b} intero positivo dispari, tali che
{\displaystyle ab>1+{\frac {3}{2}}\pi .}